# Vesefoltos szerecsenkata
A vesefoltos szerecsenkata (Chilocorus renipustulatus) a katicabogárfélék családjába tartozó, Eurázsiában honos, pajzstetvekkel táplálkozó bogárfaj.

## Megjelenése
A vesefoltos szerecsenkata testhossza 4-5 mm. Felülnézetben tagolatlan széles ovális alakú, majdnem kerek. Szárnyfedői erősen domborúak, szinte félgömbszerűek. Felszín sima, szőrtelen. Egész teste fényes fekete színű, csak a szárnyfedők közepén látható egy-egy nagy, szabálytalan, kissé szögletes, élénkvörös folt. Hasi oldala is fekete, csak a potroh narancssárga. Lábai és csápjai sötétbarnák. Az előtor hátsó széle keskenyebb, mint a szárnyfedők elülső széle. A szárnyfedők oldalsó pereme jól kifejezett. 
Lárvája halvány- vagy sötétbarna, feje és lábai feketék. Minden tor- és potrohszelvényből hat hosszú, elágazó, fekete tüske nő ki, amelyek hosszában sorokba rendeződnek a lárva testén. Bábja először halványvörös, majd hamarosan fényes feketévé válik; alsó részén megmarad a tüskés lárvabőr.  

### Hasonló fajok
A harlekinkaticának vannak hasonló színváltozatai, de ott az előtor nem egyszínű fekete, hanem kétoldalt narancsszínű.

## Elterjedése
Eurázsiában honos, a Brit-szigetektől Oroszország távol-keleti régióiig. Skandináviában a sarkkörig hatol. Európában széleskörűen elterjedt, helyenként gyakori. Egyes források szerint Észak-Amerikában a biológiai növényvédelemben használták és kivadult, ez azonban csak rokonaira igaz. 

## Életmódja
Lombos erdőkben (ritkábban vegyes erdőkben fenyőkön is), parkokban, fás élőhelyeken található meg. Az imágókkal tavasztól őszig lehet találkozni; a telet kéregrepedésekbe vagy az avarba bújva vészelik át. Kora tavasszal válnak aktívvá, néha lehet látni ahogy már februárban vagy márciusban sütkéreznek a fatörzseken. Tavasszal és ősszel a leggyakoribbak. Mind a kifejlett bogár, mind a lárva ragadozó, elsősorban pajzstetvekre (ritkábban levéltetvekre) vadásznak főleg kőrisen és madárberkenyén, de tölgyön, bükkön, nyíren, fűzön, égeren, juharon vagy más lombos vagy tűlevelű fán is. Párzási időszaka hosszú és már kora tavasszal megkezdődik. A nőstények áprilistól egészen nyárig levelek alsó felére rakják halványsárga petéiket. A lárvák néhány nappal később előbújnak, előbb elfogyasztják a pete maradékát, majd vadászni indulnak. A bábból egy-két hét múlva bújnak elő az imágók, amelyek ekkor még halványbarnák vagy -narancsszínűek, de néhány órán belül megfeketednek. Évente egy, délen két nemzedéke nő fel. 

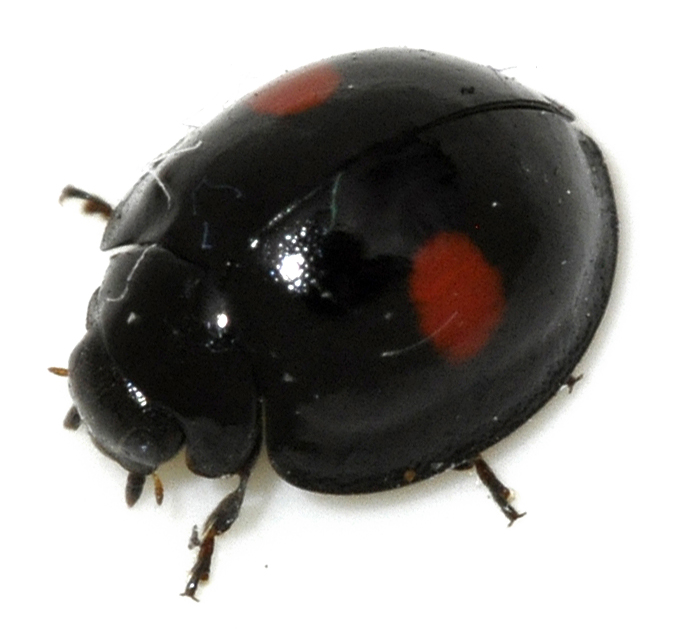
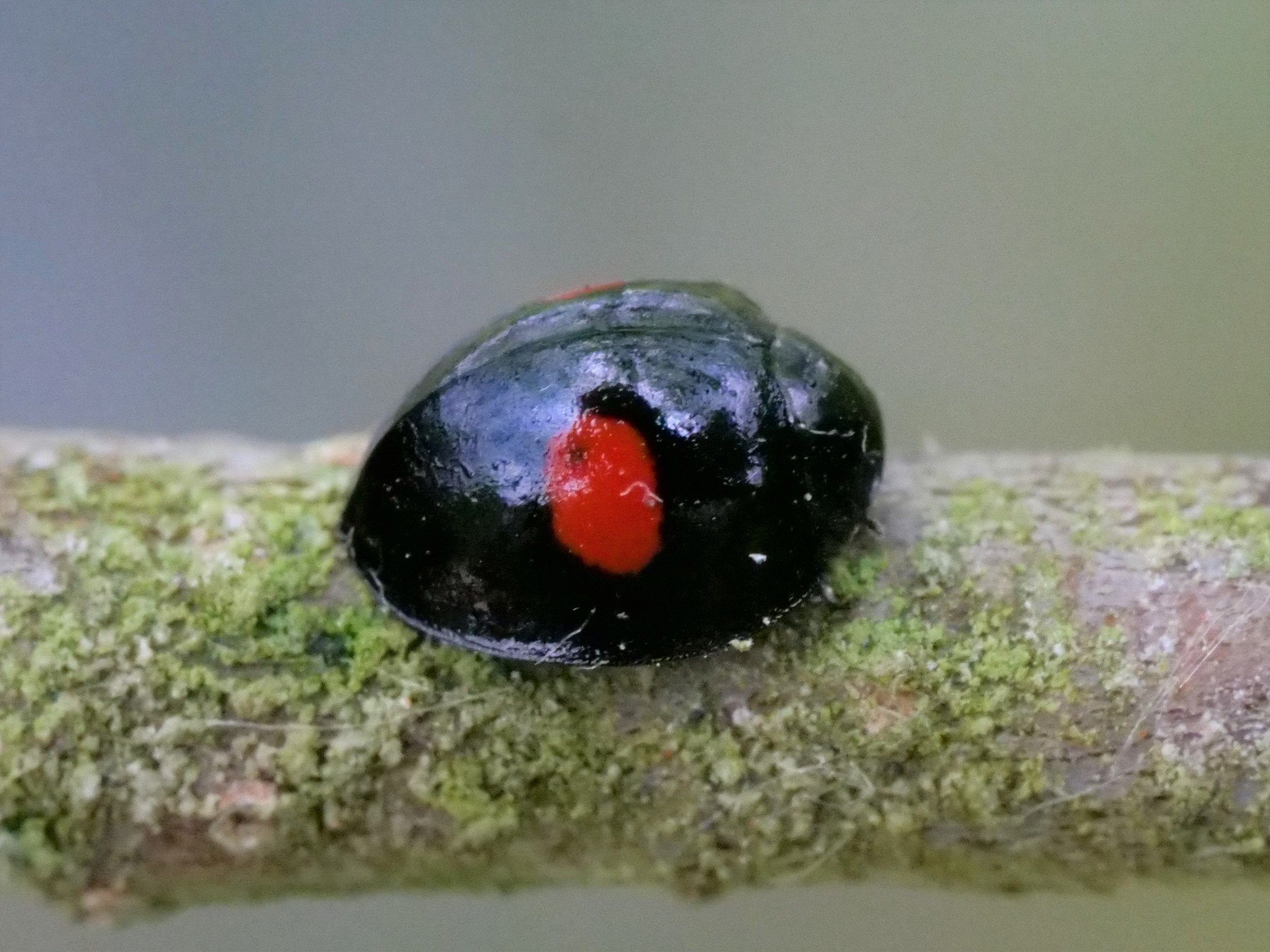
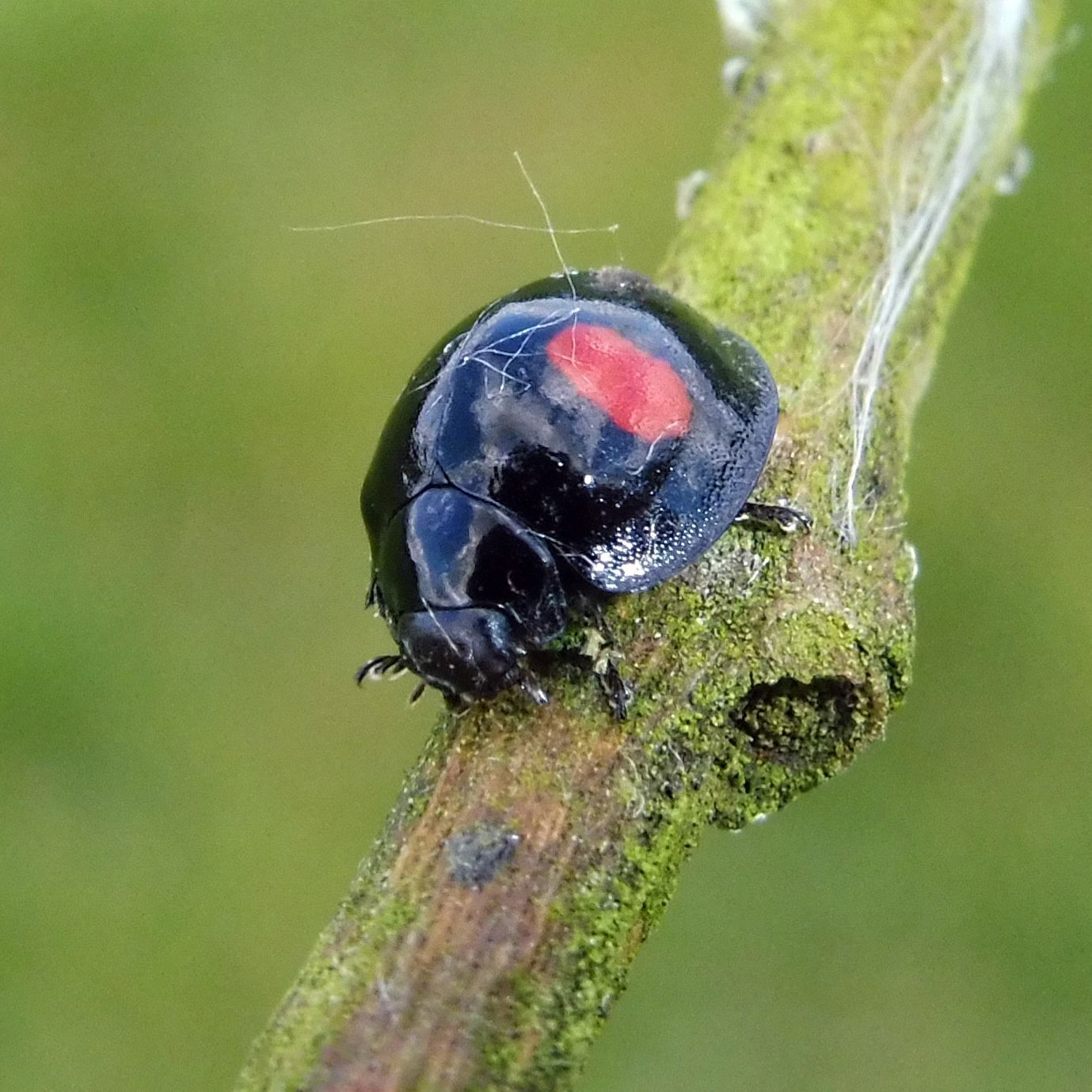
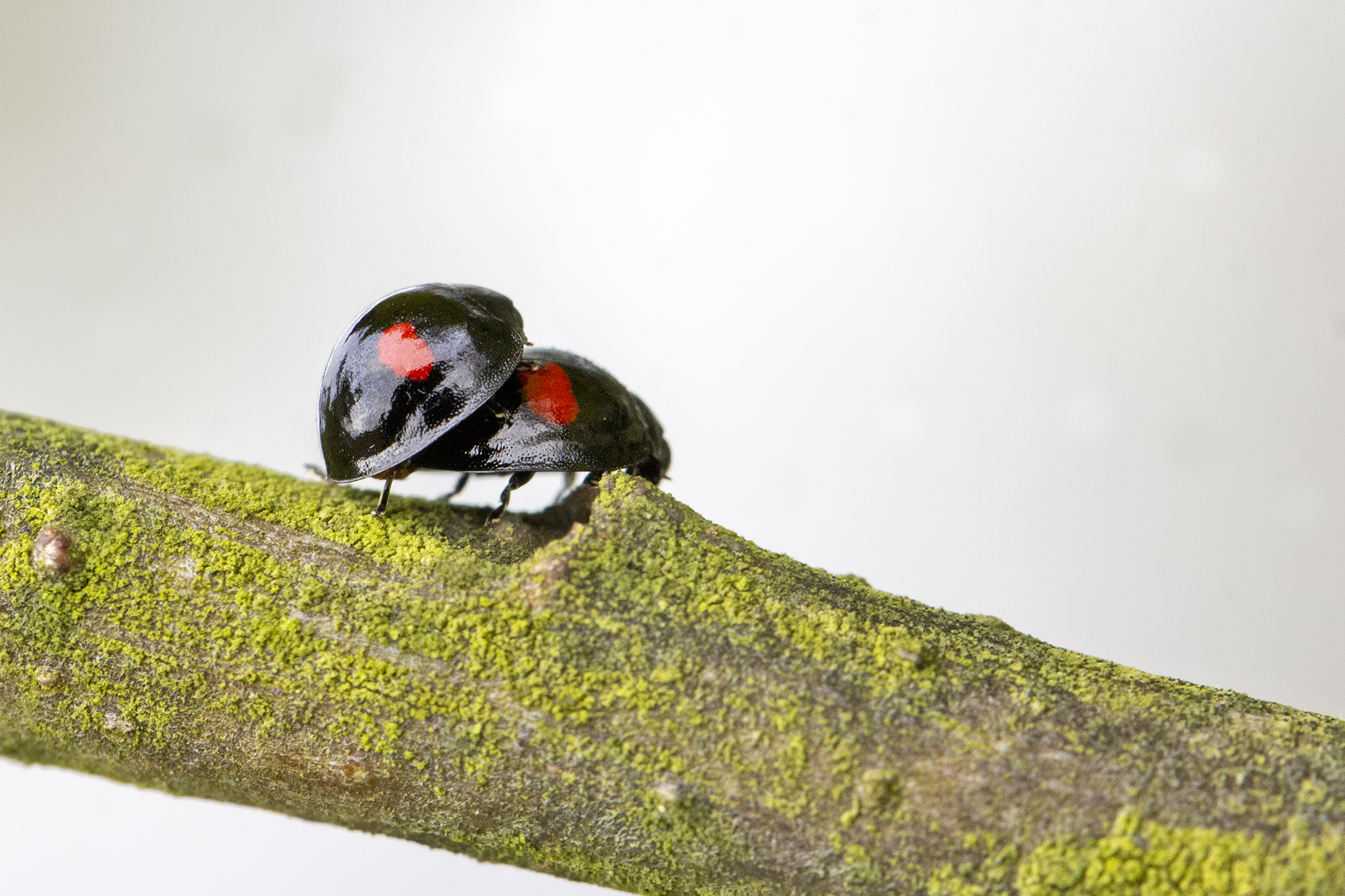
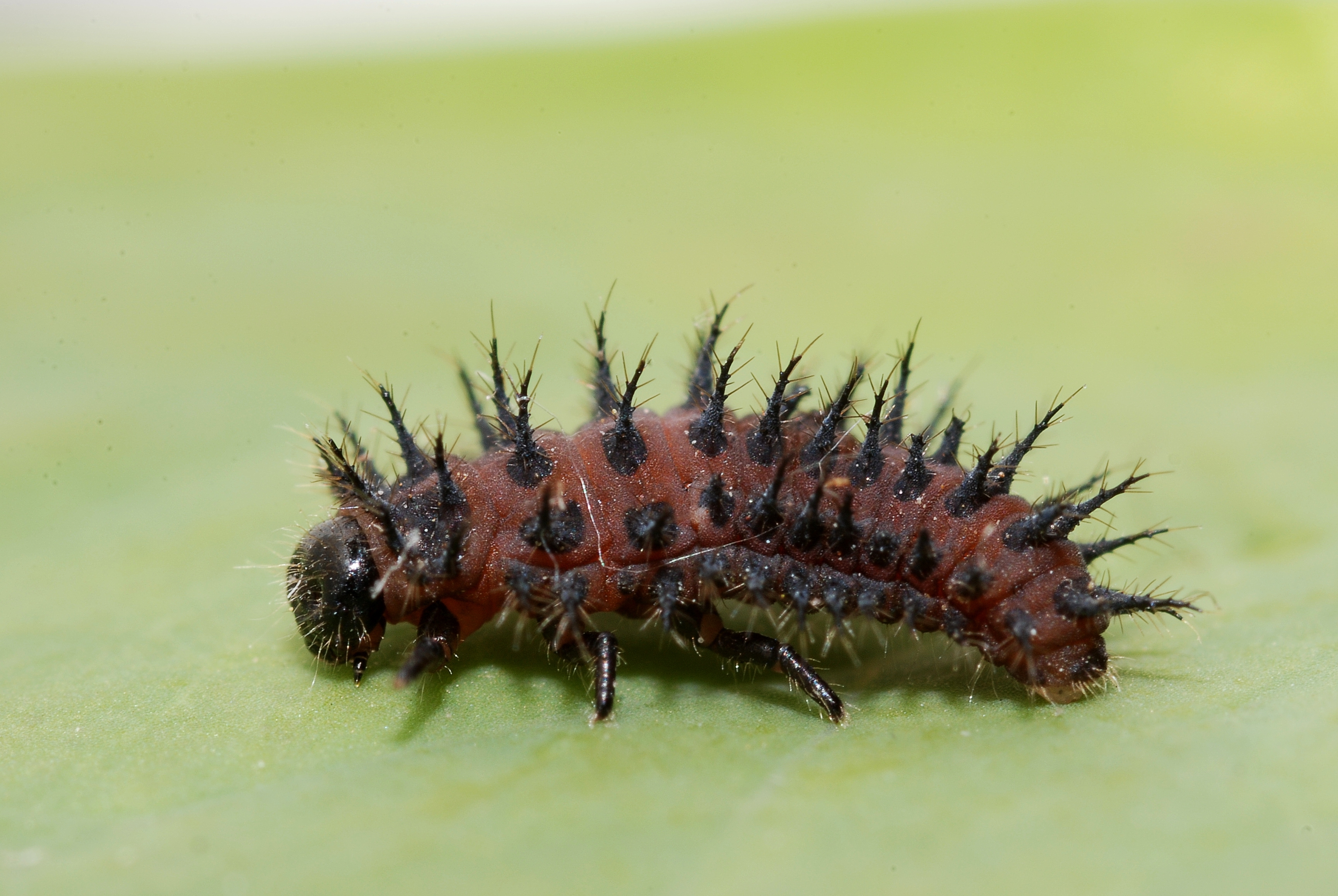

Magyarországon nem védett.